# دوغ إيفانز (لاعب كرة قدم أمريكية)
دوغ إيفانز (بالإنجليزية: Doug Evans)‏ هو لاعب كرة قدم أمريكية أمريكي، ولد في 13 مايو 1970 في شريفبورت في الولايات المتحدة.

## وصلات خارجية
- دوغ إيفانز على موقع مرجع كرة القدم المحترفة.كوم (الإنجليزية)